# Асинано, Хитоси
Хитоси Асинано (яп. 芦奈野 ひとし, 25 апреля 1964) — японский мангака, известный работой «Поездка за покупками в Иокогаму».

## Карьера
В начале творческого пути Хитоси Асинано работал ассистентом у Косукэ Фудзисимы, автора манги «Моя богиня!».
В 1994 году он начал работу над «Поездкой за покупками в Иокогаму», которая публиковалась в ежемесячном журнале Afternoon. В 1998 году по мотивам манги был выпущен двухсерийный OVA-сериал под режиссурой Такаси Анно. В 1994 году манга выиграла весеннюю премию Afternoon Shiki Shō, а в 2007 году — премию «Сэйун» в номинации лучший комикс.
С 1999 по 2001 год работал над мангой PositioN, посвящённую столкновениям с магией в повседневной жизни, которая публиковалась в журнале Afternoon: Season Zōkan.
В 2007 году выпустил ваншот Kabu no Isaki, который в дальнейшем получил серию в журнале Afternoon.

## Работы
- «Поездка за покупками в Иокогаму» (1994—2006)
- PositioN (1999—2001)
- Turbo Type S (2006)
- Touge (2006)
- Kumabachi no koto (2007)
- Kabu no Isaki (2007—2013)
- Kotonoba Drive (2014—2017)